# Йозеф Август фон Зайлерн-Ашпанг
Йозеф Август фон Зайлерн-Ашпанг (на немски: Joseph August, Graf von Seilern und Aspang; * 22 юни 1793, Холешау/Холешов, Моравия, Чехия; † 19 март 1861, Виена) е граф на Зайлерн и Ашпанг в Австрия.

## Произход
Той е син на граф Кристиан Игнац Карл Андреас Августин Якоб Йозеф фон Зайлерн-Ашпанг (1756 – 1806) и съпругата му графиня Мария Максимилиана Фердинанда Йозефа Франциска Йохана Непомуцена фон Вурмбранд-Щупах (1770 – 1838), дъщеря на граф Филип фон Вурмбранд-Щупах (1744 – 1813) и графиня и господарката Мария Анна Йозрфа фон Щубенберг (1745 – 1810). Внук е на дипломата и държавника граф Кристиан Август фон Зайлерн-Ашпанг (1717 – 1801) и графиня Шарлота Мария Франциска фон Золмс-Зоненвалде (1725 – 1783).

## Фамилия
Първи брак: на 22 юни 1817 г. във Федрьод, Западна Словакия, с графиня Мария Леополдина Цихи де Цих (* 10 август 1800, Гатендорф; † 16 март 1828, Виена), дъщеря на граф Франц Серафикус Йозеф Цихи де Цих (1774 – 1861) и графиня Амалия Естерхази де Галанта (1776 – 30 юли 1817). Те имат пет деца:
- Мария Кресценция (* 9 декември 1820, Виена; † 27 ноември 1895, Линц), омъжена на 30 април 1844 г. във Виена за граф Луис Мари Август Гислайн де Норман д'Оденхове (* 26 декември 1801, Брюксел; † 11 юли 1885, Линц)
- Йофеф Мария Франц Йохан Непомук Николаус (* 14 септември 1823, Виена; † 18 юни 1868, Грац), женен на 8 май 1856 г. в Грац за графиня Елизабет фон Щюргк (* 4 септември 1838, Халбенрайн; † 9 март 1909, Виена); имат син
- Карл Максимилиан Йозеф Непомук Александер (* 26 февруари 1825, Виена; † 20 октомври 1905, Карлсбург), женен на 21 октомври 1849 г. във Виена за графиня Мария фон Хардег-Глац-Махланде (* 21 октомври 1831, Щетелдорф; † 19 август 1919, Хадерсдорф-Вайдлинга); имат дъщеря и два сина
- Амалия (* 9 декември 1826, Виена; † 13 януари 1899, Инсбрук), омъжена на 28 април 1851 г. във Виена за фрайхер Вилхелм фон Хорнщайн (* 23 януари 1813, Орзенхаузен; † 1 декември 1890, Инсбрук)
- Мария Барбара Кресценция (* 7 март 1828; † 3 февруари 1829)

Втори брак: на 20 юни 1830 г. в Дрезден с Антония фон Крозигк (* 20 октомври 1811, Бенкендорф при Хале а.д. Заале; † 15 юни 1877, Райхенхал), дъщеря на
фрайхер Дедо фон Крозигк (1776 – 1857) и Августа фон Хаген (1786 – 1840). Те имат осем деца:
- Мария Августа Максимилиана Валбургис Йохана Непомуцена (* 24 април 1831, Дрезден; † 17 април 1861, Виена), омъжена на 20 октомври 1851 г. във Виена за граф Антон Август Халка фон Ледохов Ледоховски (* 14 август 1823, Варшава; † 21 февруари 1885, Липница)
- Терезия Максимилиана Августа Йохана Непомуцена (* 16 май 1832; † 11 април 1833)
- Луиза Анна Мария Йохана Непомуцена (* 7 август 1833, Дрезден; † 12 юли 1911, Мьодлинг), омъжена на 3 март 1858 г. във Виена за фрайхер Адолф Мария Игнац Йозеферр Бренер фон Фелзах († 22 септември 1883, Гайнфарн)
- Леополд Клеменс Максимилиан Йохан Непомуцен (* 17 ноември 1834)
- Хенриета Йохана Непомуцена Адолфина Хелена (* 17 август 1838, Баден при Виена; † 31 декември 1908, Виена), омъжена на 11 септември 1856 г. в Луков за фрайхер Ернст Оливиер фон Лоудон (* 6 септември 1832; † 26 май 1915)
- Хуго Антон Йохан Непомук Филип (* 22 август 1840, Виена-Гринцинг; † 18 ноември 1886, Мюнхен), женен на 10 октомври 1863 г. във Виена за графиня Ида Цалуска (* 11 септември 1841, Ивоницз; † 3 октомври 1916, Луцерн); имат дъщеря и син
- Дедо Паул Антон Йохан Непомук (* 28 юни 1842, Виена; † 26 ноември 1911, Санкт Волфганг, Австрия), женен на 10 май 1870 г. в Баден до Виена за Тереза Ужфалви де Мецьо Кьовезд (* 24 декември 1850, Кацзко, Унгария; † 2 юни 1930, Венеция, Италия); имат три дъщери и син
- Максимилиан Филип Фолрад Йохан Непомук (* 6 март 1845, Виена; † 13 март 1889, 'с-Гравенхаге), женен на 14 май 1878 г. в Грац за графиня Мария фон Хоенварт (* 28 февруари 1858, Фюме; † 9 февруари 1939, Виена); имат дъщеря